# George W. Bush
George Walker Bush (uitspraakⓘ) (New Haven, Connecticut, 6 juli 1946) is een Amerikaans politicus van de Republikeinse Partij. Tussen 2001 en 2009 was hij de 43e president van de Verenigde Staten. Van 1995 tot 2000 was Bush de 46e gouverneur van Texas.
George W. Bush is de zoon van George en Barbara Bush. Zijn vader was de 41e president van de Verenigde Staten. Bush behaalde in 1968 de bachelor-graad aan de Yale-universiteit en in 1975 een Master of Business Administration aan de Harvard Business School. Tussen die twee studies was hij piloot van een F-102, voor de Texas National Guard.
Bush is een telg uit een familie van politici. Prescott Bush, de grootvader van Bush, was senator en zijn vader was president van 1989 tot 1993. Zijn broer Jeb was gouverneur van Florida van 1999 tot 2007. George W. Bush trouwde met Laura Welch in 1977, een voormalige lerares en bibliothecaresse. Zij hebben twee dochters.

## Vroege leven

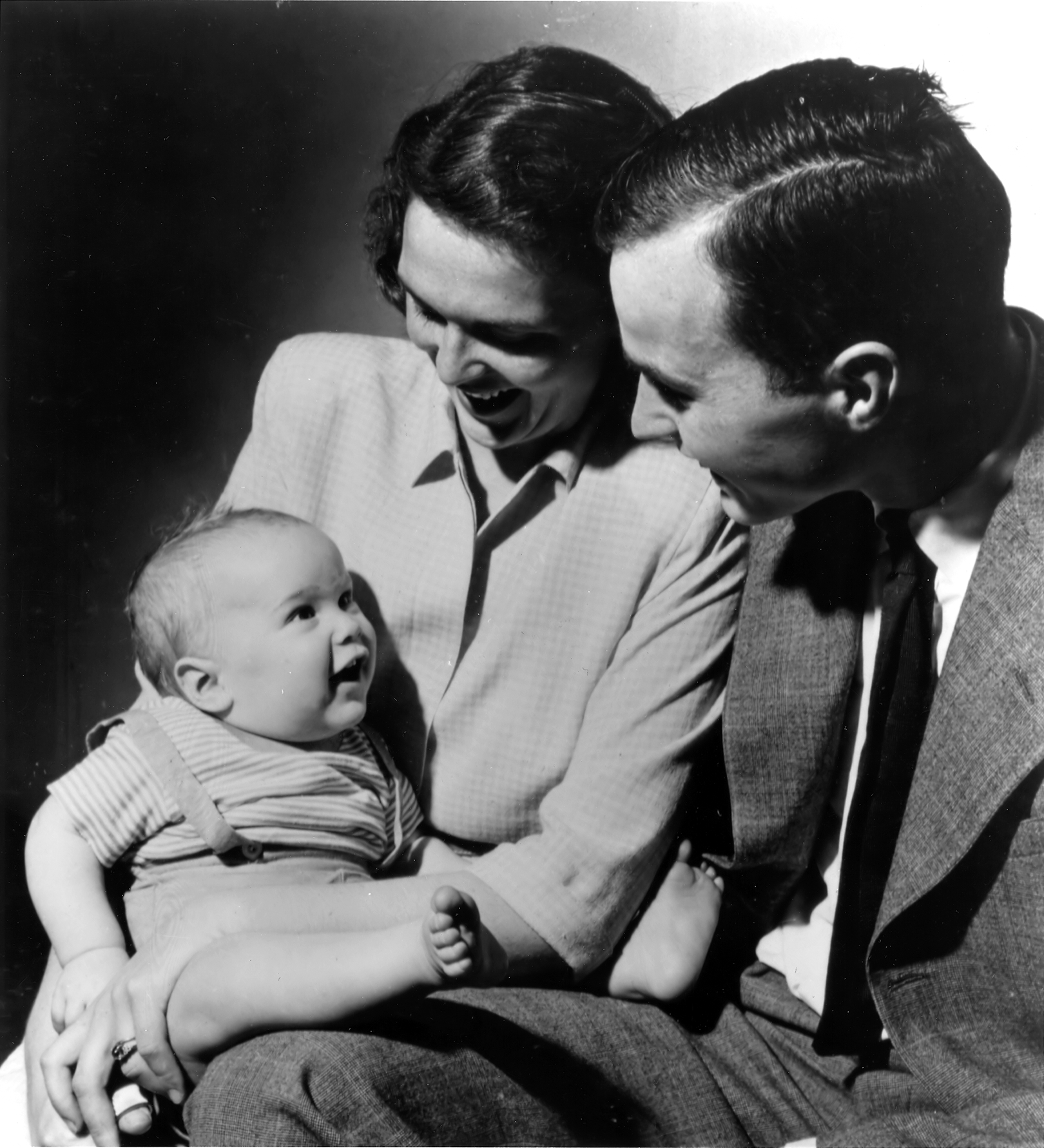
George W. Bush met zijn ouders rond 1947

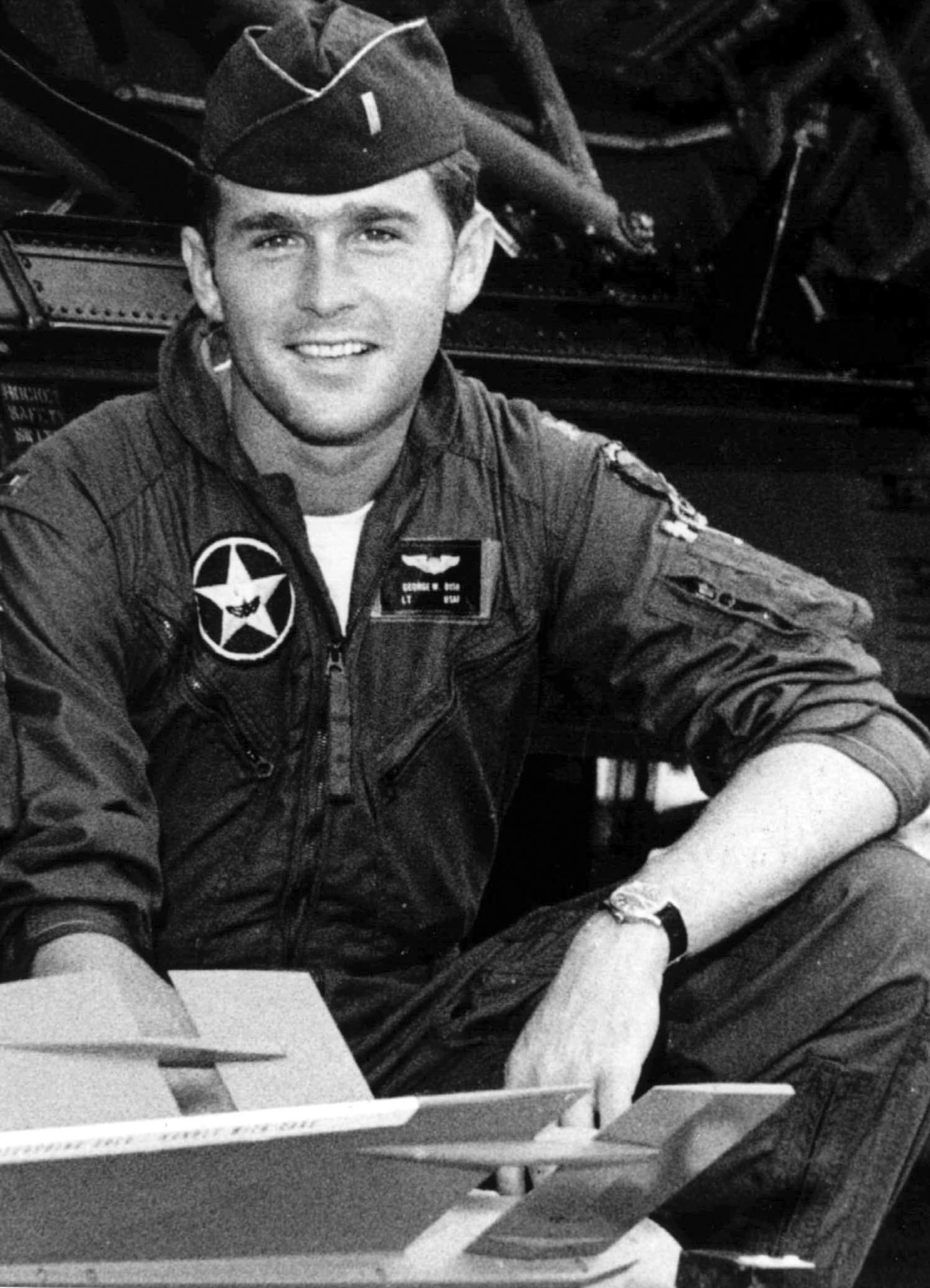
George Bush in het uniform van de Texas National Guard, ergens tussen 1968 en 1973

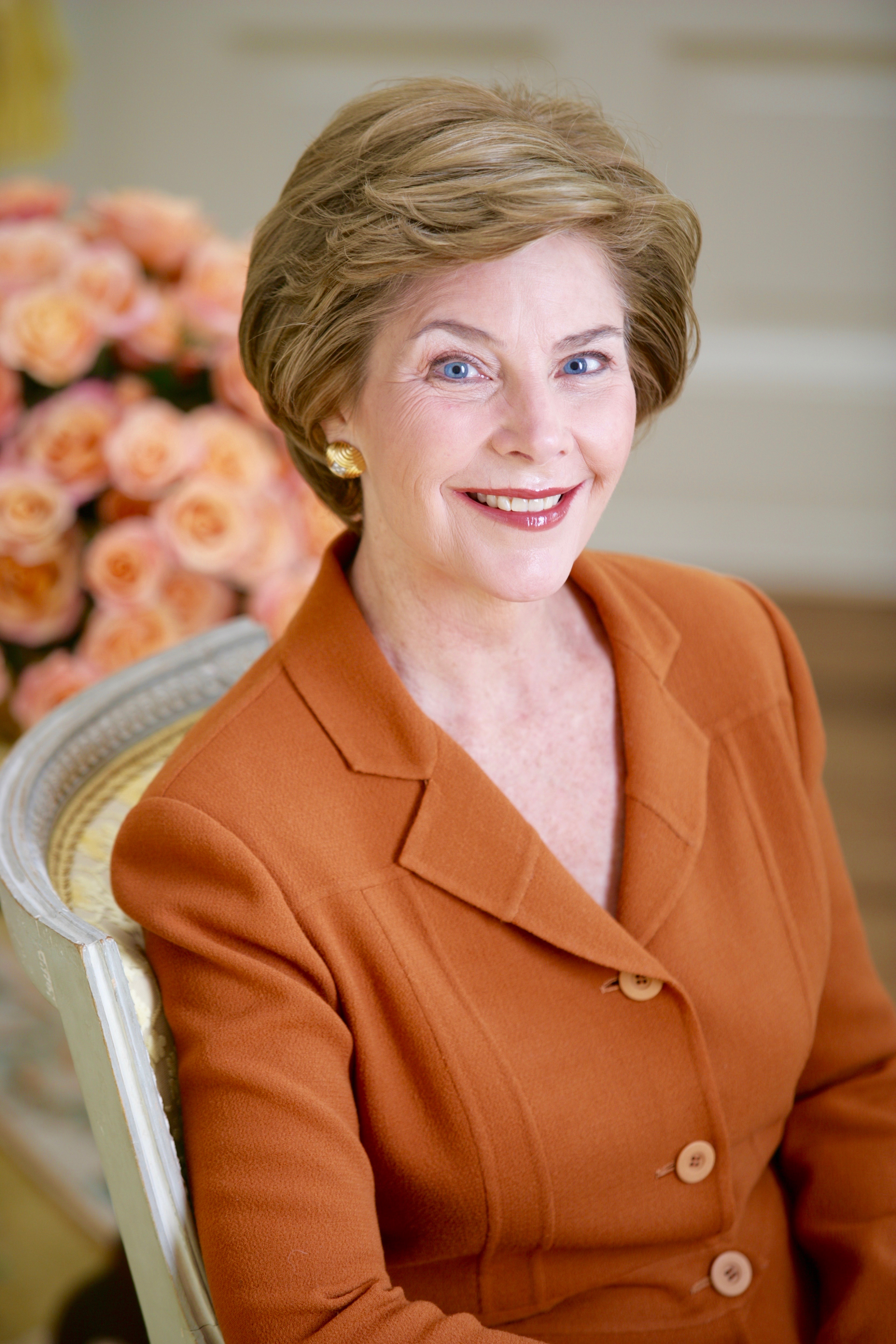
Laura Bush in 2005

Bush werd geboren in de staat Connecticut, als eerste kind van George H.W. Bush en zijn vrouw Barbara Bush. Toen hij twee jaar oud was verhuisden ze naar de staat Texas. Hij werd opgevoed in Midland en Houston. Het echtpaar Bush kreeg na George nog vijf kinderen, Jeb, Neil, Marvin, Dorothy en Robin. Robin stierf in 1953 op driejarige leeftijd aan leukemie.
Bush zat op de Phillips Academy en werd daarna student aan de Yale-universiteit, de universiteit waaraan zijn vader ook had gestudeerd. In 1968 werd hij Bachelor of Arts na zijn studie geschiedenis. Tijdens zijn tijd aan Yale hielp hij mee aan verscheidene verkiezingscampagnes voor de Republikeinen. Bush werd aan Yale lid van het besloten genootschap Skull and Bones. Volgens Bush zelf was hij een gemiddelde student.
In 1968 werd Bush reserve-officier vlieger bij de Texas National Guard. Tijdens de rest van zijn loopbaan zou hij bekritiseerd worden, omdat zijn dienst daar te kort te was en omdat hij onregelmatig aanwezig was. In 1972 werd hij overgeplaatst naar Alabama, zodat hij daar kon werken aan de Republikeinse senaatscampagne. In 1974 kreeg hij permissie om zes maanden te vroeg zijn zesjarige dienst af te sluiten, om te kunnen studeren aan Harvard.
Tijdens deze periode had Bush een alcoholprobleem. Bush heeft later toegegeven in die tijd te veel te hebben gedronken en dat hij een onverantwoordelijke jeugd heeft gehad. Op 4 september 1976 werd Bush gearresteerd wegens rijden onder invloed. Hij werd schuldig bevonden en mocht tot 1978 geen auto meer rijden. Bush wist dit geheim te houden, tijdens zijn jaren als gouverneur van Texas, maar het zou later toch in de pers komen.
Nadat Bush zijn MBA aan Harvard had gehaald, ging hij werken in de olie-industrie. In 1977 werd hij door vrienden voorgesteld aan Laura Welch, die toen lerares en bibliothecaresse was. De vonk sprong meteen over en George en Laura trouwden drie maanden later, op 5 november 1977 in Midland (Texas). Hier gingen ze ook wonen en kregen er in 1981 een tweeling: Jenna en Barbara.
In 1978 deed Bush mee aan de verkiezingen voor het Huis van Afgevaardigden, maar hij verloor van de Democraat Kent Hance. Bush ging terug werken in de olie-industrie en werkte voor verschillende energiebedrijven. Hij zei de alcohol in 1986 voorgoed vaarwel en begon de Bijbel te bestuderen.
Bush verhuisde met zijn familie in 1988 naar Washington D.C., waar hij zijn vader steunde in diens campagne voor het presidentschap. Samen met Lee Atwater, Doug Wead en Jimbo Oldhand ontwierp hij een strategie waarmee ze de conservatieve kiezers voor zich wilden winnen.
Toen Bush weer terugkwam in Texas kocht hij een aandeel in de honkbalploeg de Texas Rangers. In 1993 liep hij vlak voor de gouverneursverkiezingen de marathon van Houston.

## Gouverneur van Texas
Gelijktijdig met zijn vaders verkiezing in 1988 tot president kwamen er speculaties dat George W. Bush in 1990 mee zou doen aan de gouverneursverkiezingen. Dit werd echter in de weg gezeten door persoonlijke problemen en doordat hij net mede-eigenaar was geworden van de Texas Rangers. Mede door het succes dat hij boekte bij de Rangers besloot George zich in 1994 kandidaat te stellen als gouverneur van Texas. Zijn broer Jeb deed ook mee aan de verkiezingen, maar dan in Florida. Toen Bush vrij gemakkelijk door de Republikeinen werd gekozen als nieuwe kandidaat, moest hij het opnemen tegen de toenmalige gouverneur Ann Richards.
Bush werd in zijn campagne geholpen door een groep adviseurs, waaronder Karen Hughes, John Allbaugh en Karl Rove. Zijn team adviseurs besloot om de campagne te richten op onderwijs, criminaliteit en deregulering van de economie. Bush ontwikkelde tijdens de verkiezingen een positief imago. De campagne werd bekritiseerd, omdat controversiële methodes werden gebruikt om Richards beleid aan te vallen. Door zijn indrukwekkend optreden tijdens de debatten groeide de populariteit van Bush.
Als gouverneur verbeterde hij de scholen en hervormde hij het juridische systeem. Tijdens zijn gouverneurschap werden er 152 gevangenen geëxecuteerd, meer dan tijdens enig ander gouverneurstermijn op dat moment.
In 1998 werd Bush herkozen met een meerderheid van 69% van de stemmen. Hiermee werd hij de eerste Texaanse gouverneur die werd verkozen voor twee termijnen van vier jaar (voor 1975 waren er termijnen van twee jaar).

## Presidentsverkiezingen

### Presidentsverkiezingen 2000
Bij de presidentsverkiezingen van 2000 werd Bush gekozen tot president, met een zeer klein verschil van de Democratische kandidaat en zittende vicepresident Al Gore. Bush won 271 kiesmannen ten opzichte van 266 voor Gore. Door het klein verschil verliep de telling van de stemmen vooral in de staat Florida bijzonder moeilijk. In de staat Florida ontstond rumoer: een deel van de stemmen in sommige districten werden ongeldig verklaard, omdat de stemmers crimineel zouden zijn (plegers van bepaalde soorten misdaden verliezen hun kiesrecht in de V.S.). Er werd ook gezegd dat de stemformulieren in één county onduidelijk waren, waardoor veel mensen verkeerd zouden hebben gestemd, en dat elders niet alle stemmen door de machines goed waren geteld, waardoor een handmatige hertelling nodig zou zijn. Gore ging naar het Hooggerechtshof van Florida om een dergelijke hertelling aan te vragen, maar voor slechts vier specifieke county's (namelijk county's waarvan het bekend was dat de meerderheid van de geregistreerde kiezers democraat was), en dit werd toegestaan.
Vervolgens stelde Bush in een petitie aan hetzelfde gerechtshof dat het hertellen in slechts vier uitgekozen county's volgens de verkiezingswet van Florida niet toegestaan is en dat de hertelling dus moest stoppen, of minstens in alle county's zou moeten plaatsvinden. Dit argument werd afgewezen en dus ging Bush naar het Federale Hooggerechtshof van de Verenigde Staten om de plaatselijke hertellingen te stoppen. (Voor een algemene hertelling was niet genoeg tijd meer volgens de verkiezingswet van Florida.) Met een 5-4 beslissing gaf het Federale Hooggerechtshof Bush gelijk.
Uiteindelijk behaalde Bush, dankzij een verschil van 537 stemmen in Florida, een absolute meerderheid van de stemmen in het Kiescollege en werd daarmee tot 43e president van de Verenigde Staten gekozen. Net zoals bij vijf andere verkiezingen in de geschiedenis van de Verenigde Staten, behaalde Bush geen meerderheid van de stemmen, maar won hij toch de presidentsverkiezing, omdat het bij de presidentsverkiezingen erop aan komt om zo veel mogelijk kiesmannen achter zich te scharen.

### Presidentsverkiezingen 2004

Uitslag presidentsverkiezingen VS 2004. Rood is voor de Republikeinen en blauw is voor de Democratische Partij.

Bij de presidentsverkiezingen van 2 november 2004 won Bush met 286 kiesmannen ten opzichte van 251 kiesmannen voor zijn tegenstander John Kerry (51% van de stemmen ten opzichte van 48%). De Republikeinen verstevigden ook hun greep op het Congres met zowel zetelwinst in het Huis van Afgevaardigden als de Senaat. De politieke strategie voor de herverkiezing van Bush werd mede bepaald door Karl Rove die wordt gezien als een belangrijke adviseur van president Bush. Ook de Nederlander Carel Verschoor was een belangrijk buitenlandadviseur van Bush. De tweede en laatste termijn van Bush eindigde op 20 januari 2009.
Net als in de presidentsverkiezingen in 2000 waren er geluiden te horen over verkiezingsfraude, ditmaal zou dat in de staat Ohio moeten zijn gebeurd. Deze geluiden waren echter minder sterk dan in 2000. Bovendien was de uitslag, in tegenstelling tot in 2000, overduidelijk in het voordeel van de Republikeinen.

## Presidentschap
Hoewel Bush verkozen werd op een programma van meest binnenlands beleid zoals belastingverlagingen en andere sociale en economische aangelegenheden waren het de Aanslagen op 11 september 2001 die meer dan enige andere gebeurtenis het presidentschap van Bush zouden gaan definiëren.

### Buitenlands beleid en veiligheid

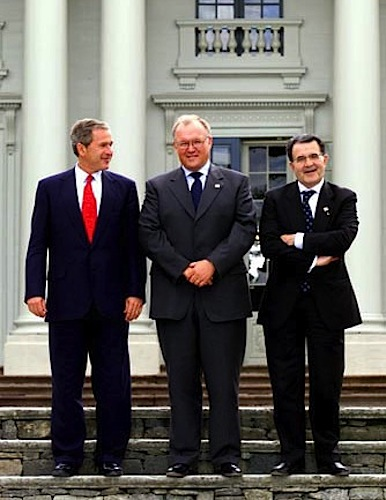
Bush met de Zweedse premier Göran Persson en de Voorzitter van de Commissie van de Europese Unie Romano Prodi bij Gunnebo Slott dicht bij Göteborg, Zweden, 14 juni 2001

Het buitenlandbeleid van de regering-Bush werd vanaf het begin gedomineerd door drie neoconservatieven, die elkaar kenden van de denktank "Project for the New American Century" (PNAC): vicepresident Dick Cheney, minister van defensie Donald Rumsfeld en diens onderminister Paul Wolfowitz. Zij hadden een sterke drang om de Amerikaanse waarden uit te dragen in de wereld, en de aanslagen op 11 september 2001 gaf hun alle gelegenheid hiertoe. Voor het eerst in de geschiedenis van de NAVO werd artikel 5 ingeroepen: een aanval op één is een aanval op allen. 
Een van de pijlers van het buitenlands beleid van Bush was de zogenaamde bushdoctrine 
waarmee gesteld werd dat de VS geen onderscheid zou maken tussen terroristen en diegene die terroristen onderdak boden.
Bush kondigde de "War on Terror" af en met een "coalition of the willing" werd Afghanistan binnengevallen, dat bescherming bood aan de moslimterroristen van Al Qaeda.

#### Kyoto-protocol
Tijdens zijn eerste presidentiële bezoek aan Europa in juni 2001 werd Bush bekritiseerd door Europese leiders vanwege zijn verwerping van het Kyoto-protocol, dat een vermindering nastreefde van kooldioxide-emissies die bijdragen aan de opwarming van de aarde. Terwijl de vertegenwoordigers van de Verenigde Staten en andere landen nog onderhandelden over het Kyoto-protocol, had de Senaat van de VS in 1997 in een 95-0 stemming geëist dat er ook bindende verplichtingen zouden komen voor ontwikkelingslanden in het protocol. Hoewel het protocol in 1998 symbolisch werd ondertekend door Peter Burleigh, de waarnemende ambassadeur van de VS aan de Verenigde Naties, werd het door de toenmalige president Bill Clinton nooit aan de Senaat voorgedragen voor bekrachtiging. In 2002 protesteerde Bush sterk tegen het verdrag dat schadelijk zou zijn voor de economische groei: "Mijn benadering erkent dat de economische groei de oplossing, niet het probleem is." De regering van Bush betwistte ook de wetenschappelijke basis voor het verdrag. In november 2004 bekrachtigde Rusland het verdrag, waarmee het vereiste minimumaantal van landen bereikt was om de protocol van kracht te maken zonder de Verenigde Staten.

#### Staal
De heffing door Bush van tarieven op ingevoerd staal was controversieel gezien Bush' vrije marktbeleid en werd bekritiseerd door zowel medeconservatieven als de betrokken landen. Het staaltarief werd later herroepen onder druk van de Wereldhandelsorganisatie.

#### Naaldhout
Canada en de Verenigde Staten hebben al sinds het begin van de jaren 1980 een conflict over de handel in naaldhout. Een in 1996 getekende overeenkomst liep in 2001 af en het conflict laaide weer op toen de twee landen geen overeenstemming konden bereiken over een nieuw akkoord. De regering Bush hief vervolgens een importtarief op Canadees naaldhout die in 2003 door de NAFTA als illegaal werd beoordeeld. In diezelfde beslissing oordeelde de NAFTA overigens dat Canada zijn naaldhoutindustrie oneerlijk subsidieerde. Internationale organisaties zoals de GTO en NAFTA gaven tegenstrijdige oordelen en het duurde tot juli 2006 totdat de regering Bush met de Canadese regering tot overeenstemming kwam waarbij gedeeltelijk aan de Canadese wens werd tegemoetgekomen hoewel de Verenigde Staten niet alle geheven importbelastingen zouden hoeven terug te betalen.

#### Latijns-Amerika
Tijdens zijn campagne in 2000 omvatte het buitenlands beleidsplatform van Bush het steunen van een sterkere economische en politieke verhouding met Latijns-Amerika, vooral Mexico, en een vermindering van betrokkenheid in civiele en kleinschalige militaire overeenkomsten. In Colombia ziet Bush een sterke regionale bondgenoot in de strijd tegen het terrorisme terwijl de populistische Venezolaanse president Hugo Chávez, die Bush in de Verenigde Naties uiterst ondiplomatiek toesprak, als een ontwrichtende invloed wordt gezien. Met verscheidende landen in Latijns-Amerika probeert Bush vrijhandelsovereenkomsten te sluiten.

#### Afghanistan
Na de terroristische aanvallen van 11 september 2001, waarbij bijna 3000 Amerikanen werden gedood, concentreerde het buitenlands beleid van Bush zich veel meer op het Midden-Oosten. Kort na de aanvallen begon Bush een Amerikaanse invasie in Afghanistan om het regime van de Taliban omver te werpen, omdat die Osama bin Laden onderdak gaven. De Taliban weigerden om bin Laden onvoorwaardelijk uit te leveren alsmede om trainingskampen van terreurgroepen te sluiten, waarna de VS, samen met hun bondgenoten, militair ingrepen. Deze actie kreeg sterke internationale steun en de Taliban vielen snel na de invasie.
Heropbouwende inspanningen onder de Afghaanse president Hamid Karzai in overleg met de Verenigde Naties hebben gemengde resultaten gehad; Bin Laden werd toen niet gevonden. Tien jaar later slaagde Amerika, onder het beleid van President Barack Obama, erin om bin Laden op te sporen en hem in de villa in Pakistan waar hij toen verbleef te vermoorden. Een aanzienlijk Amerikaans contingent van troepen en adviseurs bevond zich tot 2021 in Afghanistan.

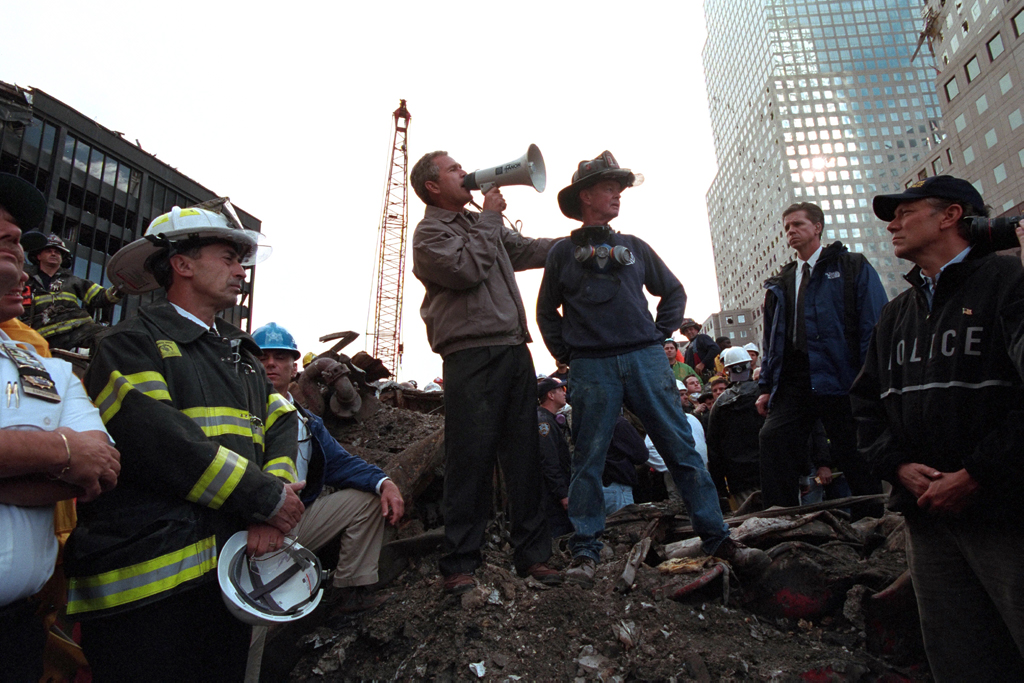
Bush bij Ground Zero op 14 september 2001: "Ik kan u horen. De rest van de wereld hoort u. En de mensen die deze gebouwen neerhaalden zullen spoedig van ons horen."

#### Rakettenverdrag
Op 14 december 2001 trok Bush zijn land terug uit het antiballistische rakettenverdrag van 1972, dat een basis was geweest van kernstabiliteit tussen de VS en Sovjet-Unie tijdens de Koude Oorlog, die hij niet meer relevant achtte. Bush heeft sindsdien middelen geconcentreerd op een ballistisch raketdefensiesysteem. Het voorgestelde systeem is het onderwerp van veel wetenschappelijke kritiek geweest. De tests op dit gebied waren gemengd, met zowel successen als mislukkingen. Het werd gepland om plaatsing te beginnen in 2005. Een ballistisch raketdefensiesysteem houdt geen kruisraketten of raketten die door een boot of landvoertuig worden vervoerd tegen. Daarom stelden critici van het systeem dat het een dure fout was, die voor de minst waarschijnlijke aanval zou worden gebouwd, een ballistische raket met kernkop. Bush besteedde ook aan militair onderzoek en ontwikkeling en modernisering van wapensystemen, maar annuleerde programma's zoals het gemotoriseerde artilleriesysteem Crusader. Aanvankelijk werd ook een begin gemaakt met onderzoek naar bunker-infiltrerende kernraketten.

#### Irak
Sinds de beleidsbepaling in de Akte van de Bevrijding van Irak in 1998, verklaarden de VS Saddam Hoessein te zullen ontdoen van de macht in Irak. Na de terroristische aanslagen op 11 september 2001, stelde de regering-Bush dat de situatie in Irak nu nijpend was geworden. Ze verklaarde dat Saddams regime had geprobeerd om kernmateriaal te verwerven en niet behoorlijke rekenschap had gegeven over biologisch en chemisch materiaal dat het zou bezitten, inclusief potentiële massavernietigingswapens in schending met de sancties van de V.N. Er bleef nog lang debat gaande tussen voor- en tegenstanders van de oorlog welk bewijsmateriaal de VS en hun bondgenoten hadden dat Irak massavernietigingswapens en banden met terreurorganisaties had.
Bush beweerde dat Saddam massavernietigingswapens aan terroristen zoals Al Qaida zou kunnen leveren. Beginnende in 2002 en met meerdere mate in de lente van 2003, oefende Bush druk uit op de VN om op zijn ontwapeningsmandaten aan Irak te handelen, leidende tot de ontwapeningscrisis van Irak. Hij begon met het doorduwen voor hernieuwde V.N.-wapeninspecties in Irak, die de V.N. instelden Resolutie van de Veiligheidsraad van de VN 1441. Hans Blix en Mohamed ElBaradei gaven leiding aan de wapeninspecteurs van de VN in Irak. Er waren enkele tijdsspannes in samenwerking en door de Iraakse overheid geplaatste beperkingen op de inspecties, die tot intens debat over de doeltreffendheid van inspecties leidden. De stijgende druk van de Verenigde Staten in de lente van 2003 dwong de wapeninspecteurs van de V.N. om de inspecties te beëindigen. Na zijn arrestatie beweerde Saddam nog altijd dat hij geen massavernietigingswapens had en dat hij inspecteurs niet in presidentiële gebieden wilden laten gaan vanwege de privacy.

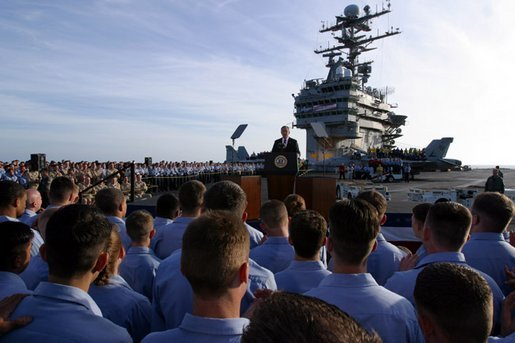
President George W. Bush, met op de achtergrond de tekst "Mission Accomplished" (Missie geslaagd), adresseert zeelieden en het Amerikaanse volk op het vluchtdek van USS Abraham Lincoln aan de kust van San Diego, Californië, 1 mei 2003

In de regering van Bush drong minister van buitenlandse zaken Colin Powell erop aan dat de Verenigde Staten geen oorlog zou voeren zonder de goedkeuring van de V.N.. Het beleid onderzocht de mogelijkheid om een V.N. Veiligheidsraadsresolutie te verkrijgen die het gebruik van militaire kracht volgens het Handvest van de Verenigde Naties te gebruiken, maar verliet het idee omdat de meerderheid van de leden van de Veiligheidsraad tegen het idee waren en er een openbare dreiging met een veto van Frankrijk was. In plaats daarvan brachten de Verenigde Staten een groep van ongeveer veertig landen samen, met inbegrip van het Verenigd Koninkrijk, Spanje, Italië, Polen en Nederland in de "coalitie van willenden".
De coalitie viel op 20 maart 2003 Irak binnen, waarbij ze vele resoluties betreffende Irak van de Veiligheidsraad aanhaalde (715, 778, 1060, 1150, 1205 en 1441), evenals huidig en afgelopen gebrek aan Iraakse samenwerking met die resoluties, Saddams intermitterende weigering om met de wapeninspecteurs van de V.N. samen te werken, de beschuldiging dat Saddam de vroegere president George H.W. Bush in Koeweit probeerde te vermoorden en Saddams schending van de staakt-het-vurenverdragen uit 1991. De coalitie beweerde dat deze resoluties het gebruik van kracht machtigden. Andere wereldleiders, onder wie secretaris-generaal van Verenigde Naties Kofi Annan, gingen niet akkoord en noemden de oorlog onwettig. Het primaire verklaarde doel van de oorlog was om Irak tegen te houden in het opstellen van en het ontwikkelen van massavernietigingswapens door Saddam uit de macht te verwijderen.
De coalitie was zeer succesvol tegen de conventioneel bewapende Iraakse strijdkrachten en verkreeg spoedig militair overwicht over het gehele land. Na het verklaarde eind van de belangrijke gevechtsverrichtingen op 1 mei 2003 veroorzaakten opstandelingen echter wezenlijk meer problemen dan de leiders van de V.S. hadden voorspeld. De Amerikaanse openbare steun voor de politiek van Bush in Irak daalde naarmate de gevechten langer doorgingen. Bovendien vond een rapport door mensen uit beide politieke partijen van de geheime diensten geen geloofwaardig bewijsmateriaal dat Saddam Hoessein massavernietigingswapens bezat, hoewel het rapport wel concludeerde dat de overheid van Hoessein actief probeerde technologie te verwerven die het Irak mogelijk zou maken om massavernietigingswapens te produceren zodra de sancties van de V.N. zouden worden opgeheven.
Het rapport vond ook "geen samenwerkingsverband" tussen Saddam Hoessein en Al Qaida. Bush bleef zijn besluit niettemin verdedigen, daarbij stellend dat de "wereld vandaag de dag veiliger is." Er bleven echter vragen over vooringenomen vorming of vervorming van vooroorlogse intelligentierapporten, democratisering van het Midden-Oosten, de verhouding tot de "strijd tegen terrorisme", de verhouding van Verenigde Staten tot Europese machten en de rol en de functie van de Verenigde Naties, de wederopbouw van Irak en het effect op nabijgelegen landen zoals Iran, Syrië, Libanon, en Turkije. In december 2006 gaf Bush voor het eerst toe niet aan de winnende hand te zijn in Irak.
Naar aanleiding van de voortdurend verslechterende situatie in Irak kondigde Bush op 10 januari 2007 een sterke vermeerdering aan van het aantal Amerikaanse troepen in Irak, de zogenaamde Troop surge. Nadat de troepenaanvoer voltooid was, in de zomer van 2007, begon het geweld in Irak sterk af te nemen. Critici van Bush noemden het gebrek aan politieke vooruitgang en bleven tegen zijn Irakbeleid protesteren.

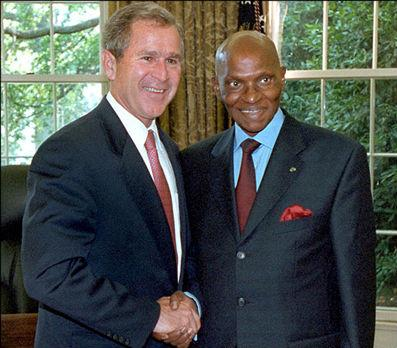
President Bush en de president van Senegal, Abdoulaye Wade in het Witte Huis, 6 december 2004

#### Tweede Inaugurele rede
Bush gebruikte zijn tweede inaugurele rede in 2005 om zijn visie over de spreiding van Democratie in de wereld te geven. Hij stelde dat het het beleid van de VS zou worden om de verspreiding van democratische waarden te bevorderen met als doel: "het beëindigen van tirannie in de wereld." Hij stelde voorts dat het handhaven van "de vrijheid in ons land steeds meer berust op het succes van vrijheid in andere landen". Critici noemden de rede te idealistisch en vaag, terwijl medestanders Bush' visie roemden.

#### Israël en Palestina

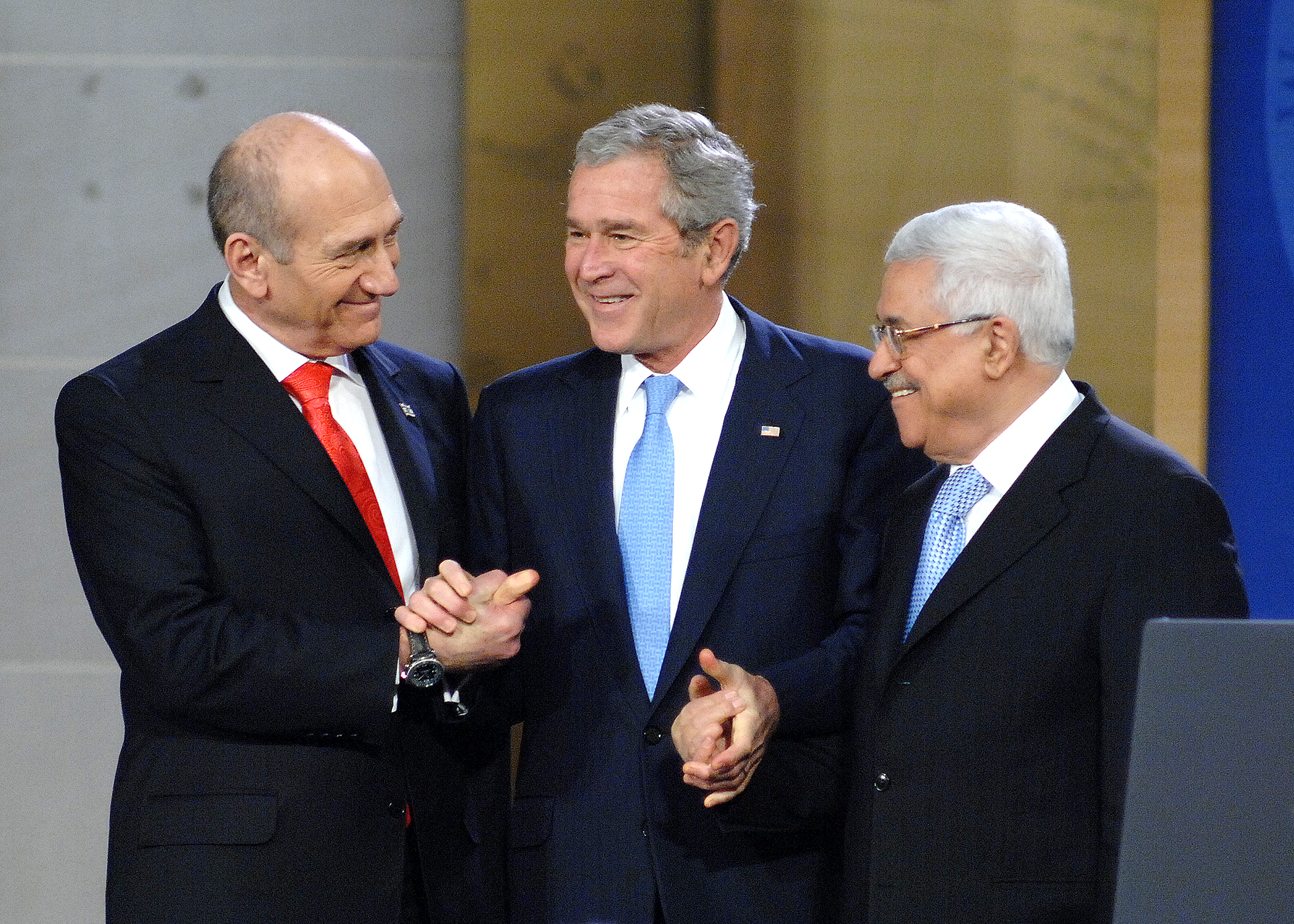
President Bush geflankeerd door de Israëlische minister-president Olmert (links) en de Palestijnse leider Abbas (rechts).

Tijdens de eerste jaren van zijn presidentschap besteedde Bush relatief weinig tijd aan het Israëlisch-Palestijnse conflict. Hij weigerde categorisch met de oud-leider van de PLO, Yasser Arafat, van doen te hebben en wachtte op nieuw Palestijns leiderschap.
In mei 2003 presenteerde Het Kwartet (VS, EU, Rusland en de VN) de Routekaart van de Vrede. Deze had als doel het bereiken van een oplossing van het conflict in 2005. In 2006 kwam na verkiezingen Hamas aan de macht. Na mislukte onderhandelingen met Fatah vormde Hamas de regering (PNA). Omdat Hamas werd gezien als terreurorganisatie begon het kwartet een boycot van de Palestijnse Nationale Autoriteit. Hamas weigerde Israël te erkennen, de gemaakte overeenkomsten te erkennen en geweld tegen Israël af te zweren.
In 2005 werd Bush de eerste Amerikaanse president die openlijk zijn steun uitsprak voor een "Democratische Palestijnse staat die vreedzaam zij aan zij bestaat met een veilig Israël". In november 2007 riep Bush een conferentie bijeen in Annapolis, Maryland waar Israël, de Palestijnen alsmede andere Arabische landen bij aanwezig waren. Bush zei tot doel te hebben om voor het einde van 2008 een definitieve vredesovereenkomst tussen Israël en de Palestijnen te bereiken.

#### Militaire uitgaven
Van de 2,4 biljoen dollar in het budget van 2005 zijn ongeveer 401 miljard dollar gereserveerd voor defensie (16,7 %, Nederland ter vergelijking: 5,7 %). Aangepast aan de inflatie is deze militaire begroting hoger dan in de jaren 90 van de vorige eeuw, maar ruwweg vergelijkbaar met het gemiddelde tijdens de koude oorlog.

#### Politieke ideologie
Bush wordt over het algemeen beschreven als conservatief of 'meelevend conservatief'; dat laatste is een term die hij met betrekking tot zichzelf heeft gebruikt. Conservatieven hebben Bush bekritiseerd om zijn bereidheid om grote begrotingstekorten te handhaven. In zijn eerste beleidsnota van 2005 schetste hij zijn nieuwe buitenlandse beleid als de "Strategie van de Nationale Veiligheid". De medestanders van Bush zien de verwerping van "machtsevenwicht"-politiek en een herdefiniëring van de rol van Amerika in het internationale forum als een noodzakelijk beleid. Critici van Bush zien het als terugtrekking van Amerika uit het internationale forum.

### Binnenlands beleid

#### Op religie gebaseerde initiatieven
Begin 2001 veranderde Bush met behulp van Republikeinen in het Congres de wet die de wijze van controle, belasting en financiering door de federale overheid regelt van liefdadigheid en initiatieven zonder winstbejag vanuit godsdienstige organisaties. Hoewel het voor deze organisaties ook voor de wetgeving mogelijk was om federale hulp te ontvangen, hoeven deze organisaties met de nieuwe wetgeving hun liefdadige functies niet meer van hun godsdienstige functies te scheiden. Bush zorgde voor een functie binnen het Witte Huis voor op geloof gebaseerde initiatieven en gemeenschappen. Verscheidene organisaties zoals de American Civil Liberties Union (ACLU) bekritiseerden het op geloof gebaseerde initiatievenprogramma van Bush, omdat zij het een schending van het principe van de scheiding tussen kerk en staat vonden.

#### Diversiteit
Bush heeft zich tegen de meeste vormen van positieve discriminatie verzet, maar zich goedkeurend uitgelaten over een uitspraak van het federaal hooggerechtshof die de voortgezette selectie van universiteitskandidaten op basis van diversiteit mogelijk maakte. Bush heeft de Nationale Stedelijke Liga als president ontmoet. In 2000 sprak hij in Baltimore als presidentskandidaat voor de jaarlijkse conferentie van de NAACP
Colin Powell werd in Bush' eerste regeringstermijn de eerste zwarte minister van buitenlandse zaken. In 2005 werd Powell opgevolgd door Condoleezza Rice, de eerste zwarte vrouw op dezelfde positie.
Bush is tegen het homohuwelijk en steunde een voorstel de grondwet van de Verenigde Staten aan te passen zodat het huwelijk bepaald zou worden als de vereniging van man en vrouw. Zo moet het de afzonderlijke staten onmogelijk worden gemaakt om in hun wetgeving het homohuwelijk te legaliseren. Wel wil Bush de staten ruimte laten om civielrechtelijke samenlevingscontracten te erkennen.
Tijdens de eerste termijn van Bush werd Michael Guest de eerste openlijk homoseksuele ambassadeur (in Roemenië). (De eerste openlijk homoseksuele ambassadeur, James Hormel, had een recesbenoeming gekregen van Bill Clinton toen de Senaat niet tot bevestiging overging).

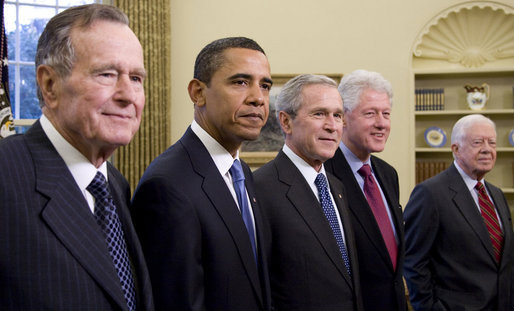
George H.W. Bush, Barack Obama, George W. Bush, Bill Clinton en Jimmy Carter in het Oval Office

#### Economie
Tijdens zijn eerste termijn als president verkreeg Bush goedkeuring van het Congres voor drie forse belastingverlagingen, die de inkomstenbelastingsreductie voor gehuwden verhoogden, de onroerendgoedbelasting elimineerden en ook andere marginale belastingtarieven verlaagden. Deze belastingverlagingen zullen in hun huidige vorm na het verstrijken van een decennium komen te vervallen. Bush heeft het Congres gevraagd om deze belastingverlagingen permanent te maken. Volgens het Centrum voor de Prioriteiten van de Begroting en van het Beleid, hadden deze belastingverlagingen de totale federale inkomsten over 2003 als percentage van het bruto binnenlands product (het BBP) verminderd tot het laagste niveau sinds 1959.
Het effect van deze belastingverlagingen moest in combinatie met gelijktijdige verhogingen van uitgaven wel begrotingstekorten creëren. In het laatste jaar van het presidentschap van Clinton toonde de federale begroting een jaarlijks overschot van meer dan $230 miljard. Onder Bush keerde het begrotingstekort terug. Het jaarlijkse tekort bereikte recordniveaus van $374 miljard in 2003 (aangepast aan de inflatie) en $413 miljard in 2004. Toch waren deze tekorten als percentage van het BBP lager dan het record van na de Tweede Wereldoorlog, dat ten gevolge van het fiscale beleid van Ronald Reagan in de jaren 80 werd gevestigd. In een open brief in 2004 schreven meer dan 100 hoogleraren op financieel en economisch terrein de 'fiscale ommekeer' toe aan het beleid van Bush' belastingverlagingen die hoofdzakelijk ten goede komen aan de bovenlaag van de inkomenspyramide".
Voorstanders van Bush hebben hiertegen ingebracht dat hoofdzakelijk ten gevolge van het verdubbelen van de waarde van het kindbelastingkrediet, "7,8 miljoen families met een laag dan wel gemiddeld inkomen hun volledige inkomstenbelastingsverplichting geannuleerd zagen als gevolg van de belastingverlagingen." Bovendien had de regering Bush te maken met een unieke combinatie van negatieve factoren waaronder het einde van de internethype, diverse boekhoudschandalen, de naweeën van de Azië-crisis en het geschokte consumentenvertrouwen na 9/11, die alle de economie wereldwijd ernstige schade hadden berokkend. Door het beleid van Bush bleef de Amerikaanse consumptie op peil. Hiervan profiteerde zowel de economie in de VS als in de rest van de wereld.
Volgens de "baseline" voorspelling van federale inkomsten en bestedingen door het Congresbureau voor de Begroting (CBO; in zijn Projecties van de Begroting van de Basislijn van januari 2005) zou de tendens van de stijgende tekorten tijdens de eerste termijn van Bush veranderen in krimpende tekorten gedurende zijn tweede termijn. Volgens deze projectie zal het tekort in 2005 $368 miljard zijn, $261 miljard in 2007, en $207 miljard in 2009, met een klein overschot in het jaar 2012. Het CBO constateerde echter dat deze projectie "een significant gedeelte van de uitgaven voor dit jaar buiten beschouwing laat - en misschien ook in de komende tijd - voor de militaire acties van de V.S. in Irak en Afghanistan en voor andere activiteiten met betrekking tot de wereldwijde 'strijd tegen terrorisme'." De projectie veronderstelt ook dat de belastingverlagingen van Bush op 31 december 2010 zullen komen te vervallen zoals in de wet bepaald. Als echter -zoals Bush heeft aangekondigd- de belastingverlagingen worden gecontinueerd, dan zullen de "begrotingsverwachtingen voor 2015 van een overschot van $141 miljard in een tekort van $282 miljard veranderen."
Nadat het laatste banenrapport vóór de verkiezing van 2004 werd vrijgegeven, bleven de aanhangers van Kerry Bush bekritiseren als de eerste Amerikaanse president na Herbert Hoover tijdens wiens termijn een netto verlies aan arbeidsplaatsen was opgetreden. Door de aantallen van november en december mee te tellen slaagde Bush erin op een netto groei van arbeidsplaatsen tijdens zijn eerste termijn uit te komen.

#### Sociale voorzieningen

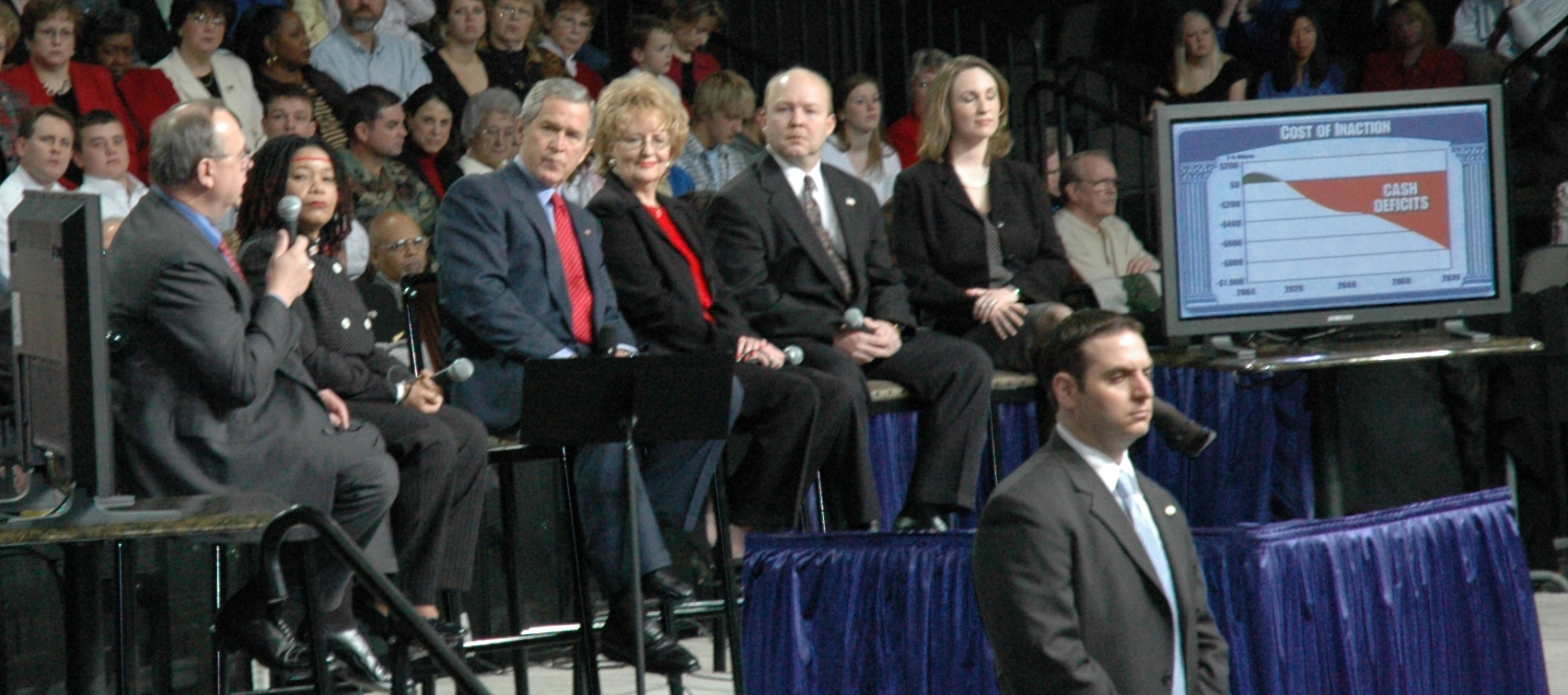
Vlot na zijn tweede inauguratie reisde Bush - hier te midden van een panel in Omaha - de Verenigde Staten af om zijn hervormingsvoorstel van de Sociale Voorzieningen te bevorderen

Bush heeft belangrijke veranderingen voorgesteld in de Sociale Voorzieningen van de Verenigde Staten (Social Security), een kwestie die hij identificeert als prioriteit voor zijn tweede termijn. In 2005, maakte Bush een voorstel voor belastingvoordelen voor belastingen van Sociale Voorzieningen progressief te verminderen en gedeeltelijke privatisering in het pensioenplan op te nemen door individuele arbeiders toestaan om een gedeelte van hun belastingen van Sociale Voorzieningen in persoonlijke pensioneringsrekeningen te investeren. De meeste Democraten en veel Republikeinen zijn kritisch op dergelijke ideeën, onder meer wegens de vereiste kosten van het plan ($1 biljoen of meer) om de overgang te bekostigen en wegens de problemen die ontstonden in het financieren van het geprivatiseerde pensioenplan in het Verenigd Koninkrijk.

#### Gezondheid

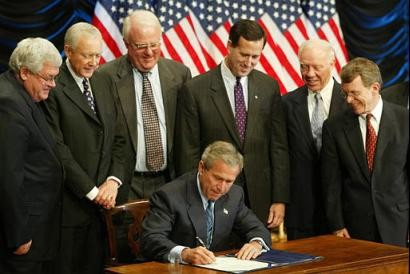
George W. Bush ondertekent de Partial-Birth Abortion Ban Act of 2003, omringd door senatoren en congresleden

Bush ondertekende De 'Medicare Prescription Drug, Improvement, and Modernization Act' van 2003, die de dekking van de voorschriftgeneesmiddelen toevoegde aan de Gezondheidszorg voor bejaarden in de Verenigde Staten (Medicare), farmaceutische bedrijven subsidieerde en de Federale overheid belemmerde bij het onderhandelen over kortingen met farmaceutische bedrijven.
Bush is pro-life (voor de beschermwaardigheid van het menselijk leven vanaf de conceptie). Zijn doel is naar eigen zeggen de cultuur van het leven te bevorderen.

#### Onderwijs
In januari 2002 ondertekende Bush de No Child Left Behind Act, die zich op het steunen van vroeg leren richt. De Act regelt het meten van prestaties van de student, geeft beleidsopties voor de aanpak van falende scholen, en verzekert meer middelen voor scholen. Critici, met inbegrip van Senator Kerry en de Nationale Vereniging van het Onderwijs, zeggen dat de scholen niet de middelen krijgen om aan de nieuwe normen te voldoen, hoewel het Comité voor Onderwijs van het Huis van Afgevaardigden in juni 2003 zei dat in drie jaar onder het beleid van Bush het budget van de ministerie van Onderwijs met 13,2 miljard dollar is verhoogd. De overheden van sommige Amerikaanse deelstaten weigeren om bepalingen in de Act uit te voeren zolang zij niet voldoende fondsen ontvangen.

#### Wetenschap
Op 19 december 2002 ondertekende Bush de wet H. R. 4664, de verregaande wetgeving om de National Science Foundation (NSF) een zet te geven richting de verdubbeling van zijn begroting over vijf jaar en nieuwe initiatieven te creëren voor wiskunde en exacte wetenschappen, zowel op pre-universitair als op bachelorniveau.
Sommige wetenschappers zijn ontstemd over immigratiebeperkingen die voortkwamen uit overwegingen van nationale veiligheid, met als onbedoeld gevolg een dalende immigratie van buitenlandse wetenschappers.
Bush verzet zich tegen embryonaal stamcelonderzoek en maakt hiervoor slechts beperkte middelen vrij. De federale subsidiëring van het embryonale stamcelonderzoek werd ingevoerd onder de regering-Clinton (op 19 januari 1999), maar er kon geen geld worden uitgegeven tot de richtlijnen bekend werden gemaakt. De richtlijnen werden vrijgegeven onder Clinton (op 23 augustus 2000). Zij stonden het gebruik van ongebruikte, bevroren embryo's toe. Op 9 augustus 2001 kondigde Bush, nog voordat enige subsidie verleend was, wijzigingen in de richtlijnen aan die enkel het gebruik van de bestaande lijnen van stamcellen toe zou staan.
Hoewel Bush beweerde dat er al meer dan 60 particulier gefinancierde lijnen van embryonale stamcellen bestonden voor onderzoek, zeiden wetenschappers in 2003 dat er slechts 11 bruikbare lijnen waren; in 2005 volgde de mededeling dat alle lijnen met goedgekeurde, federale subsidiëring vervuild en onbruikbaar waren. Financiering van onderzoek op volwassen stamcellen werd niet beperkt.
In februari 2004 ondertekenden meer dan 5.000 wetenschappers — waaronder 48 Nobelprijswinnaars — van de Union of Concerned Scientists een verklaring die zich "verzet tegen het gebruik van wetenschappelijk advies van overheidswege door de regering-Bush". Zij stelden dat "de regering-Bush onbevooroordeeld wetenschappelijk advies heeft genegeerd bij de beleidsvorming die zo belangrijk is voor ons collectief welzijn".
Op 14 januari 2004 kondigde Bush een grote verhoging van het budget van de NASA aan in zijn "visie voor ruimte-exploratie". Hierin roept hij op tot een terugkeer naar de maan in 2020, de voltooiing van het internationaal ruimtestation ISS in 2010 en uiteindelijk het sturen van astronauten naar Mars. Hoewel het plan over het algemeen lauw werd ontvangen, werd de begroting met een paar kleine veranderingen goedgekeurd na de verkiezingen in november. In januari 2005 gaf het Witte Huis een nieuw document uit waarin het ruimtebeleid van de regering in grote lijnen geschetst wordt en dat de ontwikkeling van ruimtetransportmogelijkheden aan nationale veiligheidseisen bindt.

#### Milieu

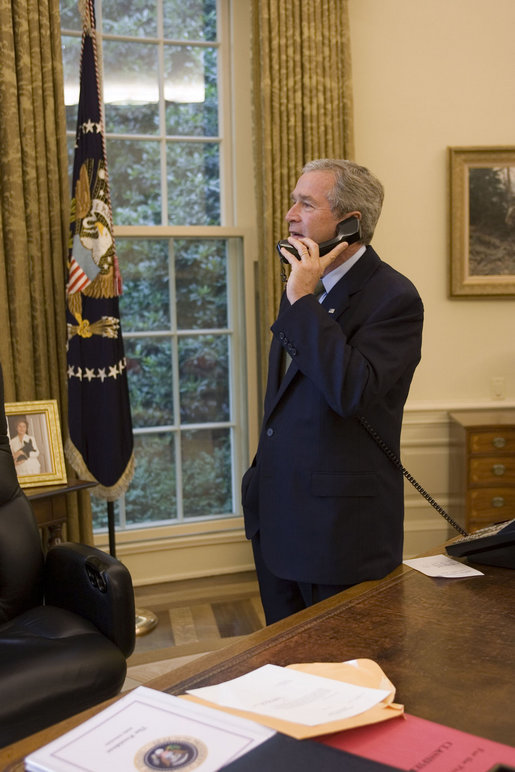
George Bush telefoneert met raadsvrouw Sandra O'Connor

Het milieubeleid van de regering-Bush is bekritiseerd door de meeste milieudeskundigen, die stelden dat Bush' beleid toegaf aan de eisen van industrieën om de milieubescherming af te zwakken. Twee belangrijke wetten stuitten in 2002 echter op weinig weerstand: de Great Lakes Legacy Act die de federale overheid machtigt een begin te maken met het opruimen van verontreiniging en vervuilde sedimenten in de Grote Meren en de Brownfields Legislation die de schoonmaak van verlaten industriegebieden en "brownfields" (verlaten opslagplaatsen van gevaarlijke stoffen, benzinestations en dergelijke) versnelt.
In december van 2003 ondertekende Bush wetten die de belangrijkste punten van zijn "Gezonde bossen-initiatief" ten uitvoer moeten brengen. Milieugroepen stelden dat dit plan simpelweg neerkwam op het weggeven van hakhout aan houtzagerijen. Bush drong van zijn kant aan op het winnen van aardolie uit grote voorraden in het ecologisch gevoelige Arctic National Wildlife Refuge, een natuurgebied boven de poolcirkel. Dit gebied wordt algemeen beschouwd als de laatste ongerepte wildernis van de Verenigde Staten. Het merendeel van de hier gewonnen olie wordt verscheept naar andere landen, zoals Japan, waar Amerikaanse oliemaatschappijen grotere winsten kunnen behalen. De buitenlandse verkoop van deze aardolie vergrootte de controverse aangezien eerder werd gesteld dat het boren in dit gebied de Amerikaanse afhankelijkheid van het buitenlandse fossiele energie zou verkleinen. Een ander controversieel onderwerp was het "Schone luchtinitiatief"; tegenstanders zeiden dat nutsbedrijven door het initiatief de mate van hun verontreinigende uitstoot in feite kunnen opvoeren.
Bush was tegen het Kyoto-protocol gekant, omdat het volgens hem de economie van de Verenigde Staten schade zou berokkenen. Milieugroepen merkten echter op dat vele ambtenaren van de regering-Bush, naast Bush en Cheney zelf, banden hadden met de energie-industrie, de automobielindustrie en andere groepen die tegen de milieubescherming hebben gestreden. Bush zei zelf dat zijn reden om het Kyoto-protocol niet te steunen was dat dit protocol buitensporig streng is voor de V.S. maar tegelijkertijd andere grote landen zoals China en India vrijwel ongemoeid liet. Bush verklaarde dat China de op een na grootste producent van broeikasgassen is. Toch werd China volledig vrijgesteld van eisen in het Kyoto-protocol". Ook heeft hij twijfel uitgesproken aan de wetenschappelijke basis van antropogene opwarming van de Aarde en aangedrongen op meer onderzoek om de geldigheid daarvan te bepalen.
Begin 2005 kwam vanuit het Witte Huis de mededeling dat de regering-Bush inmiddels wel overtuigd was van het bestaan van het broeikaseffect. De regering-Bush stelde te "willen zoeken naar technologische oplossingen om de vervuiling tegen te gaan zonder de industrie in te perken".

#### Immigratie
Bush, die in het algemeen voorstander was van open grenzen, maakte de liberalisatie van het immigratiebeleid van de V.S. tot een van de prioriteiten van zijn tweede ambtstermijn. Hij stelde immigratiewetgeving voor die het gebruik van gastarbeidersvisa sterk zou uitbreiden. Zijn voorstel zou werkgevers koppelen aan buitenlandse arbeiders voor een periode van maximaal 6 jaar. Tijdens deze periode konden de immigranten zich dan aanmelden voor een vaste verblijfsvergunning, wat vaak jaren kan duren. Bush verzette zich tegen een algemene amnestie voor illegaal verblijvende vreemdelingen. Hij vond dat de immigranten die op een eerlijke manier het land proberen binnen te komen, zo benadeeld werden.

#### Handel
Bush' tariefheffingen op ingevoerd staal en op Canadees zacht timmerhout waren controversieel gezien zijn formeel beleden ideologie van vrije marktbeleid en trokken kritiek aan van zowel medeconservatieven als beïnvloede landen. Het staaltarief werd later herroepen onder druk van de Wereldhandelsorganisatie.
President Bush heeft geweigerd te handelen tegen de diefstal van intellectueel eigendom door bedrijven in China, zoals die provisies in de "Overeenkomst over Commerciële Aspecten van Intellectueel eigendomsrecht" van de Wereldhandelsorganisaties mogelijk maken.

### Staatsschuld
De staatsschuld is in de periode 2000-2008 sterk verhoogd. Dit komt vooral door het begrotingstekort. In 2008 bijvoorbeeld had de regering-Bush te kampen met een tekort van 277 miljard euro (410 miljard dollar). Dit begrotingstekort kwam vooral door de oorlogen in Irak en Afghanistan. De regering-Bush vulde het begrotingstekort aan door de staatsschuld te verhogen, China en andere nieuwe economieën kochten veel van die staatsobligaties.

#### Katrina
In 2005 teisterde de orkaan Katrina de kusten van Louisiana, Mississippi en Alabama en richtte er aanzienlijke schade aan. Met name de stad New Orleans werd zwaar getroffen. President Bush kondigde daarop de noodtoestand voor het gebied af waardoor er automatisch geld van de federale overheid vrijkwam voor de getroffen gebieden alsook dat instanties als de FEMA in actie konden komen. Er was veel kritiek op de reactie van de federale overheid op de ramp en Bush nam daar de volledige verantwoordelijkheid voor op.

## Belangrijke aanstellingen

### Kabinet
| Ministerie                                  | Naam               | Termijn     |
| ------------------------------------------- | ------------------ | ----------- |
| President                                   | George W. Bush     | 2001– 2009  |
| Vicepresident                               | Dick Cheney        | 2001– 2009  |
| Buitenlandse zaken                          | Colin Powell       | 2001–2005   |
|                                             | Condoleezza Rice   | 2005–2009   |
| Defensie                                    | Donald Rumsfeld    | 2001– 2006  |
|                                             | Robert Gates       | 2006 – 2011 |
| Financiën                                   | Paul O'Neill       | 2001–2003   |
|                                             | John W. Snow       | 2003–2006   |
|                                             | Henry Paulson      | 2006 –2009  |
| Justitie                                    | John Ashcroft      | 2001–2005   |
|                                             | Alberto Gonzales   | 2005–2007   |
|                                             | Michael Mukasey    | 2007–2009   |
| Binnenlandse zaken                          | Gale Norton        | 2001–2006   |
|                                             | Dirk Kempthorne    | 2006-2009   |
| Landbouw                                    | Ann Veneman        | 2001–2005   |
|                                             | Mike Johanns       | 2005–2007   |
|                                             | Ed Schafer         | 2008-2009   |
| Economische Zaken                           | Donald Evans       | 2001–2005   |
|                                             | Carlos Gutierrez   | 2005–2009   |
| Arbeid                                      | Elaine Chao        | 2001–2009   |
| Volksgezondheid en Sociale Zaken            | Tommy Thompson     | 2001–2005   |
|                                             | Michael Leavitt    | 2005–2009   |
| Volkshuisvesting en Stedelijke Ontwikkeling | Mel Martinez       | 2001–2003   |
|                                             | Alphonso Jackson   | 2004–2009   |
| Transport                                   | Norman Mineta      | 2001–2006   |
|                                             | Mary Peters        | 2006–2009   |
| Energie                                     | Spencer Abraham    | 2001–2005   |
|                                             | Samuel Bodman      | 2005–2009   |
| Onderwijs                                   | Rod Paige          | 2001–2005   |
|                                             | Margaret Spellings | 2005–2009   |
| Veteranenzaken                              | Anthony Principi   | 2001–2005   |
|                                             | Jim Nicholson      | 2005–2007   |
|                                             | James Peake        | 2007–2009   |
| Binnenlandse Veiligheid                     | Tom Ridge          | 2003–2005   |
|                                             | Michael Chertoff   | 2005–2009   |

Het kabinet van Bush omvatte het grootste aantal leden afkomstig uit etnische minderheden van ieder federaal kabinet van de Verenigde Staten, waaronder de eerste vrouwelijke Aziatisch-Amerikaanse minister ooit, de minister van Arbeid Elaine Chao. De diversiteit van zijn kabinet gaf aanleiding tot een vermelding in het Guinness Book of Records.
Er zat één niet-Republikein in het laatste kabinet van Bush: minister van Verkeer Norman Mineta. Deze Democraat werd het eerste Aziatisch-Amerikaanse kabinetslid in de Amerikaanse geschiedenis als minister van Handel voor Bill Clinton.
Bush stelde vele personen aan met een lange staat van dienst bij de Amerikaanse overheid, waaronder Colin Powell, die als adviseur voor Nationale Veiligheid diende onder Ronald Reagan en als chef van de Generale Staf onder George H.W. Bush en Bill Clinton, en minister van Defensie Donald Rumsfeld, die ook als minister van Defensie diende onder Gerald Ford en daarmee zowel de jongste als de oudste Amerikaanse minister van Defensie werd. Bush' vicepresident, Dick Cheney, was minister van Defensie onder George H.W. Bush.

### Belangrijke wetten die door Bush ondertekend werden
2001
- 7 juni: Economic Growth and Tax Relief Reconciliation Act of 2001
- 18 september: Authorization for Use of Military Force
- 28 september: United States-Jordan Free Trade Area Implementation Act
- 26 oktober: USA PATRIOT Act
- 28 november: Internet Tax Nondiscrimination Act

2002
- 8 januari: No Child Left Behind Act
- 9 maart: Job Creation and Worker Assistance Act of 2002
- 27 maart: Bipartisan Campaign Reform Act of 2002
- 13 mei: Farm Security and Rural Investment Act of 2002
- 30 juli: Sarbanes-Oxley Act of 2002
- 16 oktober: Joint Resolution to Authorize the Use of United States Armed Forces Against Iraq
- 25 november: Homeland Security Act of 2002

2003
- 11 maart: Do-Not-Call Implementation Act
- 30 april: PROTECT Act of 2003 (Prosecutorial Remedies and Other Tools to end the Exploitation of Children Today Act)
- 27 mei: United States Leadership Against HIV/AIDS, Tuberculosis and Malaria Act of 2003
- 28 mei: Jobs and Growth Tax Relief Reconciliation Act of 2003
- 3 september: United States-Chile Free Trade Agreement Implementation Act
- 3 september: United States-Singapore Free Trade Agreement Implementation Act
- 5 november: Partial-Birth Abortion Ban Act of 2003
- 8 december: Medicare Prescription Drug, Improvement, and Modernization Act of 2003
- 16 december: Controlling the Assault of Non-Solicited Pornography and Marketing Act (CAN-SPAM)

2004
- 1 april: Unborn Victims of Violence Act (Laci and Conner's Law)

2005
- 18 februari: Class Action Fairness Act of 2005
- 20 april: Bankruptcy Reform Act of 2005
- 2 augustus: Dominican Republic-Central America-United States Free Trade Agreement
- 8 augustus: Energy Policy Act of 2005
- 10 augustus: Safe, Accountable, Flexible, Efficient Transportation Equity Act: A Legacy for Users
- 26 oktober: Protection of Lawful Commerce in Arms Act

2006
- 9 maart: USA PATRIOT Improvement and Reauthorization Act
- 27 juli: Adam Walsh Child Protection and Safety Act
- 30 september: Iran Freedom and Support Act
- 26 oktober: Secure Fence Act of 2006

2008
- 3 oktober: Emergency Economic Stabilization Act

## Latere leven
Na het einde van zijn presidentschap kocht Bush een huis in Preston Hollow in het zuiden van Dallas (Texas). Na het lezen van Winston Churchills essay "Painting as a Pastime" begon hij als hobby te schilderen. Af en toe mengt hij zich nog in het publieke debat. In 2011 noemde hij de beslissing van zijn opvolger Barack Obama de Amerikaanse troepen uit Irak terug te trekken een "strategische blunder". Bij de Amerikaanse presidentsverkiezingen 2016 stemde hij niet op de Repulikeinse kandidaat Donald Trump, maar bracht hij een blanco stem uit. In oktober 2017 veroordeelde hij het beleid van Trump, zonder die overigens bij de naam te noemen, en waarschuwde hij voor toenemende intolerantie en onrecht.
In 2020 was Bush een van de weinige Republikeinen die daags na de presidentsverkiezingen de Democraat Joe Biden gelukwensten met zijn overwinning.
Bush zet zich in voor veteranenzorg, met speciale aandacht voor posttraumatische stressstoornis (PTSS). Naast de persoonlijke inzet die hij betoont, heeft hij ook belangrijke bedragen uit eigen middelen gedoneerd ten behoeve van zieke en hulpbehoevende veteranen.

## Wetenswaardigheden
- Al sinds zijn studententijd op Yale is Bush lid van het invloedrijke geheime genootschap Skull and Bones, waar John Kerry ook lid van is (George W. Bush zat echter niet op dezelfde universiteit, zoals de New York Times ooit vermeldde). Daarnaast heeft Bush in zijn eerste kabinet tien mede-Bonesmen benoemd.
- Hoewel George Bush weleens "Bush jr." wordt genoemd, is junior achter zijn naam (in Amerika) eigenlijk incorrect omdat zijn eigennaam verschilt van de naam van zijn vader die George Herbert Walker Bush heet. Om "junior" te heten moeten alle voornamen identiek zijn. Van de recente presidenten was Jimmy Carter wel een echte junior en Gerald Ford zelfs "juniorkampioen"; hij werd gedoopt met zijn vaders naam en nam later zijn stiefvaders naam over.
- Bush is na aanpak van zijn alcoholverslaving een enthousiast sporter geworden. Hardlopen heeft zijn voorkeur. Dit heeft hij dan ook vele jaren gedaan. Door een knieblessure is Bush vanaf juli 2005, op aanraden van zijn arts, overgestapt tot mountainbike en hometrainer. In een van de vliegtuigen, die dienstdoet als Air Force One heeft Bush bij aanvang van zijn eerste presidentstermijn een volledige fitnessruimte aan laten leggen.
- Hij heeft een ranch bij Crawford (Texas), de Prairie Chapel Ranch, waar hij zich regelmatig terugtrekt. Af en toe werden er belangrijke besprekingen gehouden met (internationale) politici en diplomaten.
- Bush is lid van de United Methodist Church, het grootste methodistische kerkgenootschap. Alhoewel christelijk opgevoed, maakte hij pas rond zijn veertigste een bekering door; hierbij was de bekende evangelist Billy Graham betrokken. Het christelijk geloof speelt een belangrijke rol in zijn leven, zo hield hij onder meer gebedsbijeenkomsten in Het Witte Huis.
- Bush heeft een autobiografie over zijn leven en presidentschap geschreven: Decision Points (Nederlands: Cruciale beslissingen). Het boek bevat onder meer openbaringen over de aanslagen van 9/11, de controversiële presidentsverkiezingen van 2000, Bush' drankprobleem en zijn relatie met zijn familie.[23]